# Terra Sabaea
Terra Sabaea és una vasta regió al planeta Mart que s'estén al llarg de 4.700 km en la seva extensió màxima, trobant-se el seu punt central situat a les coordenades 2° 43′ N, 51° 18′ E / 2.72°N,51.3°E. La regió cobreix els quadrangles d'Arabia, de Syrtis Major, de Sinus Sabaeus i de Iapygia. Aquesta regió va ser anomenada en referència a una formació d'albedo identificada fa molt de temps pels astrònoms, es tracta d'altiplans altament impactats per cràters, sent d'edat geològica antiga datant de l'era Noeica, l'altitud de la qual sobrepassa els 4.000 m. en l'hemisferi sud en les proximitats de Noachis Terra.
Terra Sabaea és coneguda com una regió d'emissions significatives de metà a l'atmosfera de Mart.